# Здание Ленинградского телецентра
Здание Ленинградского телецентра — здание в стиле советского модернизма. Расположено в Петроградском районе Санкт-Петербурга, современный адрес дома — улица Чапыгина, 6.
Решение построить телецентр было принято в 1952 году, строительство шло в 1956—1961 годах по проекту архитекторов С. Сперанского, А. Каца, В. Васильковского и инженера Н. Дюбова, а с Май 2021 года — ещё и «Первого канала».
В первой версии проекта у здания был карниз, фриз с барельефом, скульптуры по бокам от входа и козырёк над входом. Колонны фасада слиты с плоскостью стены, поэтому разные критики могут назвать их как пилонами, так и простенками. Дом построен из штучного кирпича. Из-за требований к звукоизоляции (и одновременно вследствие требований к акустике) у каждой стены студии здания отдельная кирпичная стена, отделённая от стены соседней студии на 10 см. В плане здание симметричное, студии и аппаратные дополнительно звукоизолированы от внешних шумов расположенными по периметру кабинетами — это вызвало дополнительные сложности при строительстве, так как подъёмный кран после строительства внешних стен не дотягивался до внутренних. Техзадание на здание менялось, и после приёмки здание подверглось критике заказчиков — репетиционных залов и просмотровых не хватало, при численности в 1000 сотрудников столовая вмещала 75, в студиях не были сделаны подъёмно-опускные и поворотные участки, в залах был рассеянный свет, что не позволяло читать с листа, коридоры третьего этажа не сомкнуты, во всём здании был только один пассажирский лифт.
Хотя телецентр был задуман как суперсовременный, при строительстве использовались такие устаревшие методы, как укладка полов (9 слоёв, 54 см) над дикторскими студиями на пружинах, стены были частично покрыты перфорированной фанерой, частично, из противопожарных соображений — оцинкованной жестью, подклеенной бязью с тыльной стороны (асбестоцементные доски, которые пробовали использовать изначально, крошились). Общественные интерьеры также были неудачными, с редкими находками: в артистическом фойе есть украшенная флорентийской мозаикой колонна, удачна лестница в буфет, в вестибюле бюро пропусков сделано с окном в стене из стеклоблоков (эта стена была снята в фильме «Личная жизнь Кузяева Валентина»).
Согласно Евгению Левинсону, здание наделено «благородной простотой», согласно Николаю Хомутецкому — вся архитектура этого переходного периода однообразна и использует надоевшие архетипы (параллелепипед, в данном случае — с пилонадой на главном фасаде). Согласно Игорю Фомину, здание построено в таких условиях (на узкой улице), в которых «теряются его градоформирующие возможности».